# Pseudolabrus sieboldi
Pseudolabrus sieboldi es una especie de peces de la familia Labridae en el orden de los Perciformes.

## Distribución geográfica
Se encuentra en el Japón.